# 黑迪·施卢内格
黑迪·施卢内格（德語：Hedy Schlunegger，1923年3月10日—2003年7月3日），瑞士女子高山滑雪运动员。她曾代表瑞士参加1948年冬季奥林匹克运动会高山滑雪比赛，获得女子滑降金牌。